# New England Sharks
O New England Sharks foi um clube americano de futebol  que disputou a American Soccer League em 1981.

## História
Os jogos em casa da equipe foram disputados no Sargent Field (agora Paul Walsh Field) em New Bedford, Massachusetts, durante a primeira metade da temporada, antes de mudar para Dunnell Park em Pawtucket, Rhode Island, como medida de redução de custos.